# Левківський провулок (Житомир)
Левківський провулок — провулок у Корольовському районі міста Житомира.

## Характеристики
Розташований на теренах історичного району Путятинка, у місцевості, відомій як Левківка. Бере початок від вулиці Корольова. Складної конфігурації на плані. Прямує на північ та повертає на північний схід. Завершується глухим кутом. Розташований на обох берегах річки Путятинки (нині протікає в трубопроводі). Забудова провулка представлена житловими будинками садибного типу (початок — середина ХХ ст.).    

## Історія
На мапі 1908-1909 рр. показаний із нинішньою конфігурацією та здебільшого поодинокою забудовою вздовж провулка. Історична назва — Левківський 3-й провулок. Назва походить від історичної назви вулиці Корольова, з якої провулок бере початок — Левківської. Забудова провулка остаточно сформувалася до 1960-х років. До 1980-х років був довшим та сягав Польової вулиці. На мапі 1941 року частина провулка на лівому березі річки Путятинки (нинішній кінець провулка) позначена як Урожайний провулок. Наприкінці 1980-х років кінець провулка опинився під новою багатоповерховою забудовою мікрорайону, відомого як Промавтоматика.        